# Judo-Weltmeisterschaften 2001
Die Judo-Weltmeisterschaften 2001 fanden vom 26. bis zum 29. Juli in München statt. Die Judo-Veranstaltung in der Olympiahalle wurde von Armin Wolf moderiert.

## Ergebnisse

### Männer
| Gewichtsklasse | Gold                  | Silber          | Bronze                                 |
| -------------- | --------------------- | --------------- | -------------------------------------- |
| - 60 kg        | Anis Lounifi          | Cédric Taymans  | John Buchanan Kazuhiko Tokuno          |
| - 66 kg        | Ārash Miresmāeli      | Mussa Nastujew  | Yordanis Arencibia Kim Hyung-ju        |
| - 73 kg        | Witali Makarow        | Yūsuke Kanamaru | Asqat Schacharow Krzysztof Wiłkomirski |
| - 81 kg        | Cho In-chul           | Aleksei Budõlin | Sergei Aschwanden Elkhan Rajabli       |
| - 90 kg        | Frédéric Demontfaucon | Surab Swiadauri | Rasul Salimov Yoon Dong-sik            |
| - 100 kg       | Kōsei Inoue           | Antal Kovács    | Jang Sung-ho Asqat Schitkejew          |
| + 100 kg       | Alexander Michailin   | Selim Tataroğlu | Seyed Fashandi Shinichi Shinohara      |
| Offene Klasse  | Alexander Michailin   | Ariel Zeevi     | Frank Möller Dennis van der Geest      |

### Frauen
| Gewichtsklasse | Gold               | Silber              | Bronze                            |
| -------------- | ------------------ | ------------------- | --------------------------------- |
| - 48 kg        | Ryōko Tamura       | Ri Kyong-ok         | Danieska Carrión Giuseppina Macrì |
| - 52 kg        | Kye Sun-hui        | Raffaella Imbriani  | Liu Yuxiang Legna Verdecia        |
| - 57 kg        | Yurisleidy Lupetey | Deborah Gravenstijn | Isabel Fernández Kie Kusakabe     |
| - 63 kg        | Gella Vandecaveye  | Sara Álvarez        | Anaysi Hernández Ayumi Tanimoto   |
| - 70 kg        | Masae Ueno         | Kate Howey          | Regla Leyén Ulla Werbrouck        |
| - 78 kg        | Noriko Anno        | Yurisel Laborde     | Céline Lebrun Lee So-yeon         |
| + 78 kg        | Yuan Hua           | Midori Shintani     | Daima Beltrán Sandra Köppen       |
| Offene Klasse  | Céline Lebrun      | Karina Bryant       | Catarina Rodrigues Tong Wen       |

## Medaillenspiegel
| Rang | Land                   | Gold | Silber | Bronze | Gesamt |
| ---- | ---------------------- | ---- | ------ | ------ | ------ |
| 1    | Japan                  | 4    | 2      | 4      | 10     |
| 2    | Russland               | 3    | 0      | 0      | 3      |
| 3    | Frankreich             | 2    | 0      | 1      | 3      |
| 4    | Kuba                   | 1    | 1      | 6      | 8      |
| 5    | Belgien                | 1    | 1      | 1      | 3      |
| 6    | Nordkorea              | 1    | 1      | 0      | 2      |
| 7    | Südkorea               | 1    | 0      | 4      | 5      |
| 8    | Volksrepublik China    | 1    | 0      | 2      | 3      |
| 9    | Iran                   | 1    | 0      | 1      | 2      |
| 10   | Tunesien               | 1    | 0      | 0      | 1      |
| 11   | Vereinigtes Königreich | 0    | 2      | 1      | 3      |
| 12   | Deutschland            | 0    | 1      | 2      | 3      |
| 13   | Spanien                | 0    | 1      | 1      | 2      |
| 13   | Niederlande            | 0    | 1      | 1      | 2      |
| 15   | Estland                | 0    | 1      | 0      | 1      |
| 15   | Georgien               | 0    | 1      | 0      | 1      |
| 15   | Ungarn                 | 0    | 1      | 0      | 1      |
| 15   | Israel                 | 0    | 1      | 0      | 1      |
| 15   | Türkei                 | 0    | 1      | 0      | 1      |
| 15   | Ukraine                | 0    | 1      | 0      | 1      |
| 21   | Aserbaidschan          | 0    | 0      | 2      | 2      |
| 21   | Kasachstan             | 0    | 0      | 2      | 2      |
| 23   | Italien                | 0    | 0      | 1      | 1      |
| 23   | Polen                  | 0    | 0      | 1      | 1      |
| 23   | Portugal               | 0    | 0      | 1      | 1      |
| 23   | Schweiz                | 0    | 0      | 1      | 1      |